# LBG Sicilia ingredients
LBG Sicília ingredients é uma fábrica com sede em Ragusa, produtora de farinha de alfarrobas, conhecida por ser o primeiro produtor europeu e o segundo a nível mundial. O nome da empresa é Lbg Sicília ingredients, ou as iniciais de locust bean gum, goma de semente de alfarroba.

## História
Giancarlo Licitra, foi contratado por Ford Europa para a qual, após um período em Inglaterra, trabalhou por 4 anos em Itália. Giancarlo, no entanto, queria criar algo próprio, e sua decisão também esteve influenciada pelo telefonema da terra de origem. O pai de Giancarlo Licitra ocupava-se da comercialização de alfarrobas, e asì a ideia do filho foi ir-se a casa e instalar por sua conta, para levar a cabo a transformação industrial das matérias primas.

## Produção
O que produz a empresa é um aditivo natural chamado "E410", utilizado em muitas preparações alimentares industriais, como gelados ou queijos cremosos. A cada ano, LBG produz 3.000 toneladas de farinha de semente de alfarrobas. A produção da empresa também se refere à proteínas vegetais e preparação de misturas de ingredientes estabilizantes, nas que não só há farinha de sementes de alfarroba, sina também outros produtos que a empresa produz só a pedido específico das indústrias alimentares, que o requerem para o investigação e desenvolvimento de novos produtos que querem produzir. A empresa converteu-se no segundo produtor mundial de farinha de semente de alfarrobas (o primeiro é DuPont).

## Exportações e importações

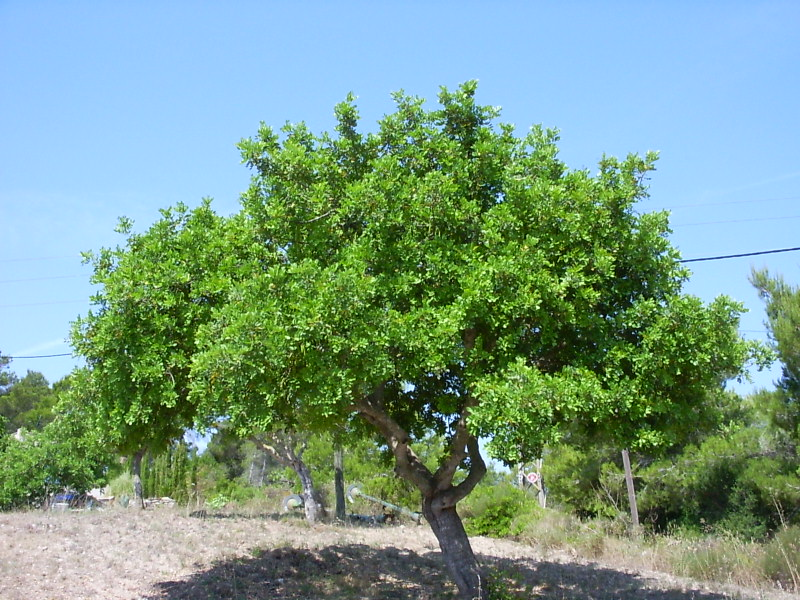
Alfarrobeira

A empresa exporta em 80 países (o 95% da facturação prove/provem do exterior). LBG abriu em 2000 e além das alfarrobas sicilianas que ela mesma cultiva, compra a matéria prima em toda a bacia mediterránea (bem como de Portugal) para a transformação. Os principais países de origem das matérias primas são:
- Itália
- Espanha
- Portugal
- Grécia
- Marrocos

## Reconhecimentos
L' administrador único Giovanni Carlo (Giancarlo) Licitra, em 2018, foi designado pelo presidente da República Italiana, Sergio Mattarella, "Cavaliere del lavoro".
No mesmo ano também ganhou o prêmio "Ragusani nel mondo" na secção "empresas".